# 鲍勃·克雷格
鲍勃·克雷格（英語：Bob Craig，1885年9月1日—1935年3月5日），澳大利亚男子橄榄球运动员。他曾代表澳大拉西亚代表队参加1908年夏季奥林匹克运动会橄榄球比赛，获得一枚金牌。